# Municipio de Paddock (condado de Holt)
El municipio de Paddock (en inglés: Paddock Township) es un municipio ubicado en el condado de Holt en el estado estadounidense de Nebraska. En el año 2010 tenía una población de 71 habitantes y una densidad poblacional de 0,37 personas por km².

## Geografía
El municipio de Paddock se encuentra ubicado en las coordenadas 42°42′9″N 98°36′13″O / 42.70250, -98.60361. Según la Oficina del Censo de los Estados Unidos, el municipio tiene una superficie total de 193.58 km², de la cual 192,14 km² corresponden a tierra firme y (0,75 %) 1,44 km² es agua.

## Demografía
Según el censo de 2010, había 71 personas residiendo en el municipio de Paddock. La densidad de población era de 0,37 hab./km². De los 71 habitantes, el municipio de Paddock estaba compuesto por el 98,59 % blancos, el 1,41 % eran asiáticos. Del total de la población el 0 % eran hispanos o latinos de cualquier raza.